# John Jarratt
John Jarratt (ur. 5 sierpnia 1951 w Wollongong) – australijski aktor filmowy.

## Wybrana filmografia
- 1975 - Piknik pod Wiszącą Skałą jako Albert Crundall
- 1977 - Summer City jako Sandy
- 1978 - Błękitna płetwa jako Sam Snell
- 1987 - Australijski sen jako Todd
- 2005 - Wolf Creek jako Mick Taylor
- 2013 - Wolf Creek 2 jako Mick Taylor